# Tapinoma erraticum
Tapinoma erraticum (лат.) — вид муравьёв из подсемейства Долиходерины (Dolichoderinae). Евразия.

## Описание
Мелкие земляные муравьи буровато-чёрного цвета (около 4 мм). Заднегрудка округлая без проподеальных шипиков. Усики короткие, у самок 12-члениковые. Жвалы с 2 крупными апикальными и несколькими базальными зубцами. Нижнечелюстные щупики 6-члениковые, нижнегубные щупики состоят из 4 сегментов. Стебелёк между грудкой и брюшком состоит из одного сегмента (петиоль). Впервые описан в 1798 году французским энтомологом Пьером Латрейлем под первоначальным названием Formica erratica Latreille, 1798.
- Рабочий
- Рабочий
- Самка
- Самка
- Самка
- Самец (гениталии)